# Ghiacciaio Suess
Il ghiacciaio Suess è un ghiacciaio lungo circa 7 km situato nella regione centro-occidentale della Dipendenza di Ross, in Antartide. Il ghiacciaio, il cui punto più alto si trova a circa 1400 m s.l.m., si trova in particolare nella zona orientale della dorsale Asgard, dove fluisce verso sud-est partendo dal versante meridionale del picco Doolittle e scorrendo giù per il versante nord-occidentale della valle di Taylor fino a giungere sul fondo di quest'ultima, dove, con il suo scioglimento stagionale, alimenta alcuni dei laghi glaciali lì presenti.

## Storia
Il ghiacciaio Suess è stato mappato dalla squadra occidentale della spedizione Terra Nova, condotta dal 1910 al 1913 e comandata dal capitano Robert Falcon Scott, e così battezzato in onore di Eduard Suess, un famoso geologo e paleontologo austriaco.